# 鈴木小波
鈴木 小波（すずき さなみ、6月14日 - ）は、日本の漫画家。女性。千葉県出身、東京都在住。まみや せいご名義でも活動していた時期がある。

## 略歴
2002年、小学館サンデー超にて『なりきりドキホーテン』でデビュー。当初は『小学六年生』などの児童誌・少年誌などで連載を持っていたが、近年は主に青年誌での活動が目立つ。
作品のうち、『燐寸少女』はSKE48の佐藤すみれが主演、中京圏のローカルの男性ユニットBOYS AND MENのメンバー小林豊と本田剛文、俳優兼声優の小野賢章出演で、2016年に実写映画化された。

## 作品リスト

### 漫画
長編
- 僕達の偉人伝（『小学六年生』連載、2005年、未単行本化）
- 夢の扉（『小学六年生』連載、2005年 - 2006年、未単行本化）
- 超脳覚醒ブレイン☆レボリューション（『小学六年生』連載、2007年、未単行本化）
- GREGORY HORROR SHOW アナザーワールド（『モーニング』連載、2007年 - 2008年、全1巻）
- ネットゴーストPIPOPA（『ケロケロエース』連載、2008年 - 2009年、全2巻）
- アクジキ（『ケロケロエース』連載、2009年 - 2010年、全5巻）
- 物語のゼンマイ（『GAKUMANplus』連載、2010年、未単行本化）
- セカイのミカタ（『ヤングキングアワーズ』連載、2010年 - 2011年、全2巻）
- ブラック★ロックシューター イノセントソウル（原作：huke、『ヤングエース』連載、2011年 - 2012年、全3巻）
- ホクサイと飯（『サムライエース』連載、2012年 - 2013年、全1巻）
- ヤオツクモ（『ヤングエース』連載、2012年 - 2013年、全2巻）
- 燐寸少女（『ヤングエース』連載、2014年 - 2017年、全6巻）
- ホクサイと飯さえあれば（『ヤングマガジンサード』連載、2014年 - 連載中、既刊9巻）
- 黄昏の買い食い部（『コミックNewtype』連載、2016年7月1日 - 2020年2月28日、全1巻）
- ヒダルとヒルダ（『ヤングキングアワーズ』シリーズ連載、2015年11月号 - 2018年8月号、全1巻）
- ダンジョンデリバリー（『ヤングキングアワーズ』シリーズ連載、2019年7月号、2019年11月号 - 2020年9月号、全1巻）
- 妖怪大戦争 ガーディアンズ（『月刊少年エース』連載、2021年2月号[3] - 2022年10月号[4]、全3巻）
- 神食の料理人（『少年ジャンプ+』連載、2021年7月31日[5] - 2023年4月29日、全43話、全5巻）
- きみの色（原作：「きみの色」製作委員会、『コミックNewtype』2024年7月16日 - 2025年4月11日、全4巻） - 同名アニメ映画のコミカライズ[6]。

短編集『出落ちガール』収録作品
- 脱エバ!（『ヤングキングアワーズ』掲載、2012年）
- おかんゴースト（『ヤングキングアワーズ』掲載、2012年）
- エイリアンダイエット（『ヤングキングアワーズ』掲載、2012年）
- お葬式フェア（『ヤングキングアワーズ』掲載、2013年）
- クーパー伊東さん（『ヤングキングアワーズ』掲載、2013年）
- ヒトミとゴクー（『ヤングキングアワーズ』掲載、2013年）
- 万引きGガール（『ヤングキングアワーズ』掲載、2013年）

短編集『盛り合わせガール』収録作品
- 君の声が聞こえない（『ヤングキングアワーズ』掲載、2013年）
- 車夫とあさくさ（『ヤングキングアワーズ』掲載、2013年）
- 白雪姫と70人の小人（『ヤングキングアワーズ』掲載、2014年）
- ライターゴースト（『ヤングキングアワーズ』掲載、2014年）
- 魔法少女ビッチビッチ（『ヤングキングアワーズ』掲載、2014年）
- 安楽椅子の解呪探偵（『ヤングキングアワーズ』掲載、2014年）
- 白い魔女と雪見お茶（『ヤングキングアワーズ』掲載、2014年）
- 虹の雫 雨の町（『ヤングキングアワーズ』掲載、2015年）

単行本未収録短編
- スパロボ大戦略（『スーパーロボット大戦F完結編ブラスターギャグウェポン』収録、1999年）
- なりきりドキ・ホーテン（『週刊少年サンデー超』掲載、2002年）
- パイパニック（『少年サンデー特別増刊R』掲載、2002年）
- リロ・アンド・スティッチ（『コミックボンボン』掲載、2003年）
- Disney Cuties4コマ漫画（『ディズニーファン・リセ』掲載、全2回、2004年・2005年）
- 小説王子（『小学六年生』掲載、全2回、2007年）
- 燐寸少女（『モーニング増刊号MANDALA』掲載、2007年）
- 斑路通り（『モーニング増刊号MANDALA』掲載、2008年）
- じじいの塔（『日経アーキテクチュア』掲載、2009年）
- ココロジキ（『モーニング増刊号MANDALA』掲載、2009年）
- ∀KB48（『ガンダムエース』掲載、複数回掲載、2010年）
- 燐寸少女（『ヤングエース』掲載、2012年）
- どろろ（『osamu moet moso CONCEPT BOOK 2.0』収録、2012年）
- 金魚はじめました（『ゲッサン』掲載、2017年）
- 監禁くんと拷問さん（『ヤングキングアワーズ』掲載、2020年1月号、2023年8月号、2025年1月号）
- 星星と中華弁当（『ヤングキングアワーズ』掲載、2023年10月号）
- 星星と中華朝ごはん（『ヤングキングアワーズ』掲載、2024年2月号）
- うらはく（『ヤングキングアワーズ』掲載、2024年8月号）
- クコーンホニ旅行奇譚（『ヤングキングアワーズ』掲載、2025年4月号）

### コラム
- 漫画家・鈴木小波の日々荒波絵巻（『小学六年生』Web連載、2005年 - 2007年）

### その他
- 僕らはみんな河合荘（テレビアニメ、2014年）第5話 エンドカード